# میکل ارنچون
میکل ارنچون (باسکی: Mikel Erentxun) موسیقی‌دان و خواننده باسک‌تبار اهل اسپانیا  است. وی از سال ۱۹۷۸ میلادی تاکنون مشغول فعالیت بوده‌است.
از فیلم‌ها یا مجموعه‌های تلویزیونی که وی در آن‌ها نقش داشته است، می‌توان به خانواده سرانو اشاره نمود.